# Jan Kudlička
Jan Kudlička (* 29. April 1988 in Opava, Tschechoslowakei) ist ein tschechischer Stabhochspringer.

## Sportliche Laufbahn
Kudlička sammelte erste internationale Erfahrungen, als er bei den Jugendweltmeisterschaften 2005 in Marrakesch mit übersprungenen 5,05 m den sechsten Platz belegte. Im Jahr darauf erreichte er bei den Juniorenweltmeisterschaften in Peking mit einer Höhe von 5,30 m Rang fünf und 2007 brachte er bei den Junioreneuropameisterschaften in Hengelo in der Qualifikation keinen gültigen Versuch zustande. Am 25. August verbesserte er dann den tschechischen Juniorenrekord im Stabhochsprung von 5,43 m auf 5,61 m. Diese Leistungssteigerung kam allerdings zu spät für eine Nominierung für die Weltmeisterschaften in Osaka, die am selben Tag begonnen hatten.
In der folgenden Saison steigerte Kudlička seine Bestleistung auf 5,70 m und nahm an den Olympischen Spielen in Peking teil, wo er mit überquerten 5,45 m den neunten Platz belegte. Bei den U23-Europameisterschaften 2009 in Kaunas wurde er mit einer Höhe von 5,15 m Achter, während er bei den Weltmeisterschaften in Berlin mit 5,40 m bereits in der Qualifikation scheiterte. Bei den Europameisterschaften 2010 in Barcelona belegte er mit 5,60 m den zehnten Platz.
In den folgenden Jahren erreichte Kudlička bei internationalen Meisterschaften immer wieder Platzierungen unten den ersten Zehn, ohne jedoch in die Medaillenränge vorstoßen zu können: Er wurde Neunter bei den Weltmeisterschaften 2011, Sechster bei den Europameisterschaften 2012, Achter bei Olympischen Spielen 2012, Fünfter bei den Halleneuropameisterschaften 2013 und Siebter bei den Weltmeisterschaften 2013. In der Saison 2013 feierte er einige Achtungserfolge bei Leichtathletik-Meetings wie seinen zweiten Plätzen beim Meeting Areva und beim ISTAF Berlin sowie seinem dritten Platz beim Ostrava Golden Spike.
Bei den Hallenweltmeisterschaften 2014 im polnischen Sopot gewann Kudlička mit persönlicher Bestleistung von 5,80 m hinter dem Griechen Konstandinos Filippidis und dem Deutschen Malte Mohr die Bronzemedaille. Selbige holte er bei den Europameisterschaften in Zürich mit 5,70 m. 2016 gewann er bei den Europameisterschaften in Amsterdam die Silbermedaille. 2017 verpasste Kudlička als Vierter nur knapp eine Medaille bei den Leichtathletik-Halleneuropameisterschaften und verpasste bei den Weltmeisterschaften in London mit 5,45 m den Finaleinzug. Auch bei den Europameisterschaften in Berlin im Jahr darauf schied er mit 5,36 m in der Qualifikation aus. 
Kudlička ist achtfacher tschechischer Meister im Stabhochsprung im Freien (2008, 2010–2014, 2017, 2019 und 2020) sowie sechsmalig in der Halle (2013, 2015–2018 und 2020).

## Persönliche Bestleistungen
- Stabhochsprung: 5,83 m, 22. Juni 2016 in Prag (tschechischer Rekord)
  - Halle: 5,80 m, 8. März 2014 in Sopot